# 변치명
변치명(邊致明, 1693년 ~ 1775년)은 조선의 문신이다. 본관은 황주(黃州). 자는 성보(誠甫), 호는 묵포(墨逋)이다. 영조 때 공조판서(工曹判書)에 이르렀다. 시호는 효헌(孝憲)이다.

## 생애
1721년(경종(景宗) 1년) 진사시에 합격하고, 1751년(영조(英祖) 27년) 정시(庭試) 문과에 병과로 급제하였다.
1753년(영조 29) 사헌부지평이 되었고, 1763년(영조 39) 한성부우윤(右尹)을 역임하였다.
1769년(영조 45) 공조판서(工曹判書)에 이르렀다. 만년에 기로소(耆老所)에 들어갔다. 시호는 효헌(孝憲)이다.

## 가족
- 증조부 : 변명익(邊命益) - 통훈대부 금산군수
  - 조부 : 변광재(邊光載) - 통덕랑
    - 아버지 : 변일(邊佾) - 형조정랑
- 외증조부 : 류정량(柳廷亮) - 전창위(全昌尉)
- 외증조모 : 정휘옹주(貞徽翁主) - 조선 제14대 왕 선조의 딸
  - 외조부 : 류심(柳淰, 1608년 ~ 1667년) - 예조참판
    - 어머니 : 전주 류씨(全州柳氏)
      - 형 : 변치하(邊致夏)
      - 형 : 변치은(邊致殷)
      - 형 : 변치주(邊致周) - 1714년(숙종(肅宗) 40년) 진사시 급제
      - 형 : 변치한(邊致漢)
      - 부인 : 부호군(副護軍) 이명희(李命羲)의 딸
        - 아들 : 변득양(邊得讓)
        - 아들 : 변득량(邊得亮)
        - 아들 : 변득상(邊得尙)

## 저서
- 『묵포집(墨逋集)』